# Alykes Larnakas

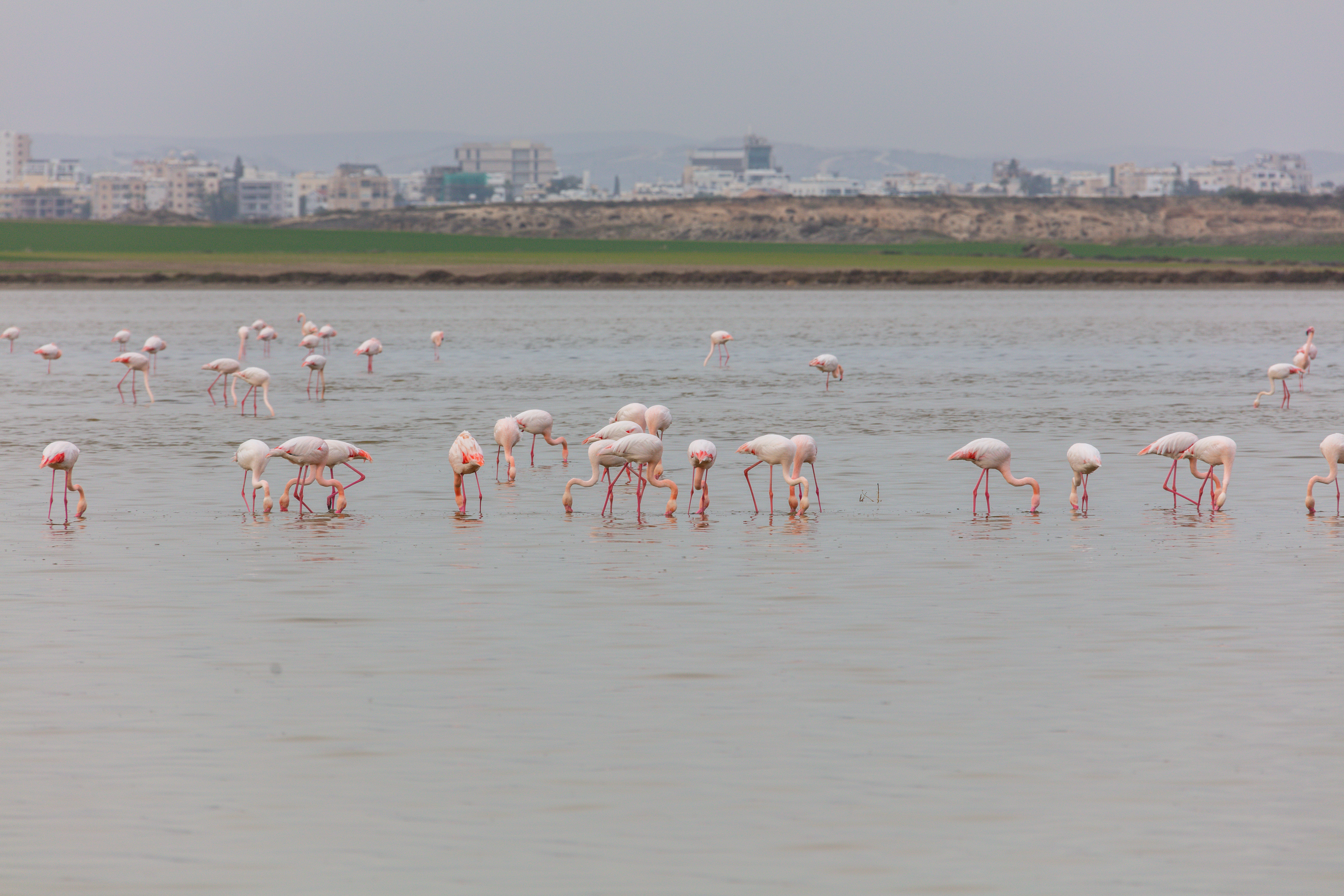
Rosaflamingos am Larnaka-Salzsee

Das FFH-Gebiet und europäische Vogelschutzgebiet Alykes Larnakas (griechisch: Αλυκές Λάρνακας) liegt im Südwesten der Insel Zypern südlich der Stadt Larnaka. Die beiden Teilgebiete werden durch den Flughafen getrennt. Das 15,6 km² große Gebiet umfasst den großen Salzsee von Larnaka und die südlich des Flughafens gelegenen Seen Orfani und Soros, die Absetzbecken der Kläranlage von Larnaka sowie das von Salzwiesen, Phrygana und Trockenrasen geprägte Umland der genannten Gewässer. Es handelt sich um einen der größten zusammenhängenden Feuchtlebensräume Zyperns mit einer besonderen Bedeutung insbesondere für Zugvögel. Bekannt sind vor allem die hier überwinternden Rosaflamingos. Jedoch auch zahlreiche Brutvögel, Amphibien, Reptilien und Wirbellose kommen im Gebiet vor.
Das Gebiet wurde im Jahr 2004 als Site of Community Importance vorgeschlagen und 2008 als Special Area of Conservation anerkannt und 2015 ausgewiesen. Die Meldung als Vogelschutzgebiet erfolgte im Jahr 2005.

## Schutzzweck

### Lebensraumtypen
Folgende Lebensraumtypen nach Anhang I der FFH-Richtlinie sind für das Gebiet gemeldet. Prioritäre Lebensraumtypen sind mit * gekennzeichnet:
| EU Code | * | Lebensraumtyp (offizielle Bezeichnung)                                                            | Fläche [ha] |
| ------- | - | ------------------------------------------------------------------------------------------------- | ----------- |
| 1150    | * | Lagunen des Küstenraumes (Strandseen)                                                             | 577         |
| 1210    |   | Einjährige Spülsäume                                                                              | 15,6        |
| 1310    |   | Pioniervegetation mit Salicornia und anderen einjährigen Arten auf Schlamm und Sand (Quellerwatt) | 7           |
| 1410    |   | Mediterrane Salzwiesen (Juncetalia maritimi)                                                      | 15,6        |
| 1420    |   | Quellerwatten des Mittelmeer- und gemäßigten atlantischen Raums (Sarcocornetea fruticosae)        | 343         |
| 2110    |   | Primärdünen                                                                                       | 7           |
| 5420    |   | Sarcopoterium spinosum – Phryganes                                                                | 7           |
| 6220    | * | Mediterrane Trockenrasen der Thero-Brachypodietea                                                 | 15,6        |

### Arteninventar
Folgende Arten von gemeinschaftlichem Interesse kommen im Gebiet vor:
| Bild | EU Code | * | Art              | wissenschaftlicher Name | Artengruppe |
| ---- | ------- | - | ---------------- | ----------------------- | ----------- |
|      | 2329    |   | Kotschys Ragwurz | Ophrys kotschyi         | Pflanzen    |

Folgende Vogelarten sind für das Gebiet gemeldet; Arten, die im Anhang I der Vogelschutzrichtlinie geführt sind, sind mit * gekennzeichnet:
| EU Code | * | Art                   | wissenschaftlicher Name |
| ------- | - | --------------------- | ----------------------- |
| A247    |   | Feldlerche            | Alauda arvensis         |
| A229    | * | Eisvogel              | Alcedo atthis           |
| A054    |   | Spießente             | Anas acuta              |
| A056    |   | Löffelente            | Anas clypeata           |
| A052    |   | Krickente             | Anas crecca             |
| A050    |   | Pfeifente             | Anas penelope           |
| A053    |   | Stockente             | Anas platyrhynchos      |
| A055    |   | Knäkente              | Anas querquedula        |
| A051    |   | Schnatterente         | Anas strepera           |
| A041    | * | Blässgans             | Anser albifrons         |
| A043    |   | Graugans              | Anser anser             |
| A258    |   | Rotkehlpieper         | Anthus cervinus         |
| A257    |   | Wiesenpieper          | Anthus pratensis        |
| A259    |   | Bergpieper            | Anthus spinoletta       |
| A256    |   | Baumpieper            | Anthus trivialis        |
| A226    |   | Mauersegler           | Apus apus               |
| A228    |   | Alpensegler           | Apus melba              |
| A028    |   | Graureiher            | Ardea cinerea           |
| A029    | * | Purpurreiher          | Ardea purpurea          |
| A169    |   | Steinwälzer           | Arenaria interpres      |
| A059    |   | Tafelente             | Aythya ferina           |
| A061    |   | Reiherente            | Aythya fuligula         |
| A060    | * | Moorente              | Aythya nyroca           |
| A067    |   | Schellente            | Bucephala clangula      |
| A133    | * | Triel                 | Burhinus oedicnemus     |
| A149    |   | Alpenstrandläufer     | Calidris alpina         |
| A147    |   | Sichelstrandläufer    | Calidris ferruginea     |
| A145    |   | Zwergstrandläufer     | Calidris minuta         |
| A146    |   | Temminckstrandläufer  | Calidris temminckii     |
| A138    | * | Seeregenpfeifer       | Charadrius alexandrinus |
| A136    |   | Flussregenpfeifer     | Charadrius dubius       |
| A137    |   | Sandregenpfeifer      | Charadrius hiaticula    |
| A196    | * | Weißbart-Seeschwalbe  | Chlidonias hybridus     |
| A198    |   | Weißflügelseeschwalbe | Chlidonias leucopterus  |
| A031    | * | Weißstorch            | Ciconia ciconia         |
| A081    |   | Rohrweihe             | Circus aeruginosus      |
| A231    | * | Blauracke             | Coracias garrulus       |
| A113    |   | Wachtel               | Coturnix coturnix       |
| A036    |   | Höckerschwan          | Cygnus olor             |
| A253    |   | Mehlschwalbe          | Delichon urbica         |
| A027    | * | Silberreiher          | Egretta alba            |
| A026    | * | Seidenreiher          | Egretta garzetta        |
| A447    | * | Grauortolan           | Emberiza caesia         |
| A125    |   | Blässhuhn             | Fulica atra             |
| A153    |   | Bekassine             | Gallinago gallinago     |
| A154    | * | Doppelschnepfe        | Gallinago media         |
| A123    |   | Teichralle            | Gallinula chloropus     |
| A189    | * | Lachseeschwalbe       | Gelochelidon nilotica   |
| A131    | * | Stelzenläufer         | Himantopus himantopus   |
| A251    |   | Rauchschwalbe         | Hirundo rustica         |
| A022    | * | Zwergdommel           | Ixobrychus minutus      |
| A339    | * | Schwarzstirnwürger    | Lanius minor            |
| A433    | * | Maskenwürger          | Lanius nubicus          |
| A459    |   | Steppenmöwe           | Larus cachinnans        |
| A183    |   | Heringsmöwe           | Larus fuscus            |
| A176    | * | Schwarzkopfmöwe       | Larus melanocephalus    |
| A177    | * | Zwergmöwe             | Larus minutus           |
| A179    |   | Lachmöwe              | Larus ridibundus        |
| A156    |   | Uferschnepfe          | Limosa limosa           |
| A242    | * | Kalanderlerche        | Melanocorypha calandra  |
| A070    |   | Gänsesäger            | Mergus merganser        |
| A230    |   | Bienenfresser         | Merops apiaster         |
| A280    |   | Steinrötel            | Monticola saxatilis     |
| A281    |   | Blaumerle             | Monticola solitarius    |
| A262    |   | Bachstelze            | Motacilla alba          |
| A058    |   | Kolbenente            | Netta rufina            |
| A160    |   | Großer Brachvogel     | Numenius arquata        |
| A023    | * | Nachtreiher           | Nycticorax nycticorax   |
| A467    | * | Zypernsteinschmätzer  | Oenanthe cypriaca       |
| A277    |   | Steinschmätzer        | Oenanthe oenanthe       |
| A019    | * | Rosapelikan           | Pelecanus onocrotalus   |
| A151    | * | Kampfläufer           | Philomachus pugnax      |
| A273    |   | Gartenrotschwanz      | Phoenicurus ochruros    |
| A274    |   | Hausrotschwanz        | Phoenicurus phoenicurus |
| A034    | * | Löffler               | Platalea leucorodia     |
| A032    | * | Sichler               | Plegadis falcinellus    |
| A007    | * | Ohrentaucher          | Podiceps auritus        |
| A005    |   | Haubentaucher         | Podiceps cristatus      |
| A120    | * | Kleinsumpfhuhn        | Porzana parva           |
| A118    |   | Wasserralle           | Rallus aquaticus        |
| A132    | * | Säbelschnäbler        | Recurvirostra avosetta  |
| A276    |   | Schwarzkehlchen       | Saxicola torquata       |
| A210    |   | Turteltaube           | Streptopelia turtur     |
| A311    |   | Mönchsgrasmücke       | Sylvia atricapilla      |
| A309    |   | Dorngrasmücke         | Sylvia communis         |
| A306    |   | Orpheusgrasmücke      | Sylvia hortensis        |
| A468    | * | Schuppengrasmücke     | Sylvia melanothorax     |
| A004    |   | Zwergtaucher          | Tachybaptus ruficollis  |
| A048    |   | Brandgans             | Tadorna tadorna         |
| A166    | * | Bruchwasserläufer     | Tringa glareola         |
| A164    |   | Grünschenkel          | Tringa nebularia        |
| A165    |   | Waldwasserläufer      | Tringa ochropus         |
| A163    |   | Teichwasserläufer     | Tringa stagnatilis      |
| A162    |   | Rotschenkel           | Tringa totanus          |
| A286    |   | Rotdrossel            | Turdus iliacus          |
| A283    |   | Amsel                 | Turdus merula           |
| A232    |   | Wiedehopf             | Upupa epops             |
| A142    |   | Kiebitz               | Vanellus vanellus       |